# Aéroport d'Angers-Loire
Pour les articles homonymes, voir ANE.
L'aéroport d'Angers-Loire (code IATA : ANE • code OACI : LFJR) est un aéroport français situé sur la commune de Marcé à vingt-cinq kilomètres au nord-est d'Angers dans le département de Maine-et-Loire. Il succède à l'aéroport d'Angers-Avrillé, démantelé en 1998. Initialement baptisé Aéroport Angers-Marcé, il prend en 2006 l'appellation d'Angers Loire Aéroport.
La communauté urbaine d'Angers Loire Métropole est propriétaire du site, la gestion était confiée à la société Keolis Angers jusqu'au 31 décembre 2018.
Depuis le 1er janvier 2019, la gestion a été confiée à la société Edeis. L'aéroport est ouvert au trafic commercial, aux avions privés (vol aux instruments et vol à vue).

## Histoire
L'aéroport est ouvert le 2 septembre 1998. Il remplace l'ancien aéroport d'Angers-Avrillé qui datait de 1908 et qui était encerclé par l'urbanisation.
Les premières années, Air France (ligne exploitée par Régional Airlines devenue en 2001, Régional "Compagnie Aérienne Européenne") exploite une liaison bi-quotidienne vers le hub de Clermont-Ferrand (depuis septembre 1998). L'aéroport auvergnat offre alors des correspondances rapides vers près de vingt destinations françaises et européennes. Cependant, la liaison n'atteint pas un niveau de rentabilité attendu et est suspendue.
Peu après, Airlinair ouvre une nouvelle liaison bi-quotidienne, Angers - Lyon en ATR 42, puis devant le faible taux de remplissage des appareils la ligne est reconvertie en Angers - Tours - Lyon avant d'être elle aussi abandonnée à la fin de l'année 2005.
Dès la fin de cette ligne, deux compagnies projettent d'ouvrir des lignes au départ d'Angers : Flybe (britannique) et Aer Arann (irlandaise). La première ouvre en mai 2006 une liaison vers Southampton, dans le sud de l'Angleterre. La seconde envisage d'ouvrir Londres, Manchester et Cork durant le printemps. En raison de réservations trop peu nombreuses, elle abandonne rapidement son projet pour Londres.
En mai 2006 ont lieu les deux vols inauguraux depuis Cork et Manchester. Ce seront les premiers et derniers car l'aviation civile irlandaise exige une couverture radar intégrale, ce que n'offre pas l'aéroport angevin. En conséquence, Aer Arann déporte ses vols vers l'aéroport Nantes Atlantique.
La compagnie britannique FlyBE opère trois vols hebdomadaires depuis/vers Southampton en 2006/2007 mais ce service est interrompu en hiver 2007 malgré le succès rencontré. Ce service a été repris immédiatement par Eastern Airways qui a finalement mis fin à la ligne en 2009, la crise économique ayant entraîné une baisse significative de la fréquentation.
La compagnie Tunisair Express (code IATA: UG et OACI: TUI), filiale à 100 % de Tunis Air organise des vols saisonniers à destination de la Tunisie, tous les vendredis sur la période estivale de 2010.
La fin du mois de septembre 2010 est marquée par l'arrivée de la compagnie Sun Air, franchise de British Airways, qui propose des vols vers l'aéroport London City deux fois par semaine. La compagnie prévoit d'effectuer le vol en 60 minutes, le vendredi et le dimanche, avec un avion de 38 places en basse saison et un avion de 78 places en haute saison (avril –septembre). Sky Work Airlines prévoit également de relier Berne via Bruxelles. À la fin de l'année 2010, plusieurs compagnies d'affrètement comme Atlantique Air Lines et Aéro Jet Darta s'installent sur la zone aéroportuaire.
En 2011, la compagnie Air Vallée ouvre 5 lignes vers Aoste/Chamonix-Mont-Blanc, Barcelone, Munich, Nice et Gênes. À la suite de mésententes avec le gestionnaire de l'aéroport, la compagnie met fin à toutes liaisons en novembre 2011.
Début 2012, seuls les vols vers Londres-City par British Airways et Nice par Danube Wings sont maintenus, même si le versement de subventions publiques promises à la première société rencontre des difficultés.
Début 2013, les vols à destination de Nice ont été suspendus pour raisons opérationnelles. Les liaisons ont été reprises par la compagnie IGavion (marque commerciale de la compagnie polonaise Sky Taxi) le 17 juin 2013 (vol inaugural).
Le 11 juillet de la même année, la compagnie espagnole Air Nostrum opère une liaison à destination de Palma de Majorque pour le compte du voyagiste Voyamar/Aérosun. Ce dernier propose déjà depuis avril des vols vers Tunis opéré par la compagnie Tunisair Express. Ces vols font le routing Lorient - Angers  - Palma de Majorque ou Tunis. Une ligne vers Albert Picardie a également existé de façon saisonnière par Igavion,.
L’aéroport n’aura jamais connu une fréquentation importante, seule la liaison vers Nice étant stable dans le temps.
Le 16 juin 2015, IGavion exploite de façon saisonnière une ligne vers Toulouse-Blagnac.
Annoncé par la compagnie IGavion, le lancement le 3 novembre 2016 d'une nouvelle ligne Angers-Lyon, via Châteauroux à raison de trois vols par semaine opérés en Saab 340 de 33 places, n'a finalement pas eu lieu.
Réunis en séminaire début janvier 2017, les élus d'Angers Loire Métropole actent le principe de la fin des vols réguliers, sur l'aéroport dont l'activité est désormais orientée vers le vol d'affaires et le vol loisirs (en plus du vol sanitaire). Le débat dure depuis novembre 2013, et après plusieurs reports, la Direction générale de l'aviation civile (DGAC) retire ses contrôleurs aériens de la tour de contrôle le 31 décembre 2016. La disparition des contrôleurs aériens condamne de fait les lignes régulières assurées par les compagnies étrangères, celles-ci estimant que l'absence de contrôle aérien d'État donne une trop grand responsabilité à leurs pilotes. British Airways renonce alors à sa ligne Angers-Londres.
À partir de 2017, une nouvelle ligne commerciale est mise en place entre Angers et Bastia les samedis durant la saison estivale par la compagnie Air France HOP. Devant le succès des deux premières années, Air France HOP décide d'augmenter pour l'année 2019 son offre siège en utilisant un Embraer 170 de 76 sièges. La liaison est arrêtée en 2020.
Durant la saison estivale, l'aéroport sert de zone de ravitaillement en retardant pour les canadairs de la Sécurité civile dans le cadre de la lutte contre les feux de forêts. 

Vues aériennes de l'aéroport d'Angers - Marcé de 1988 à 2013
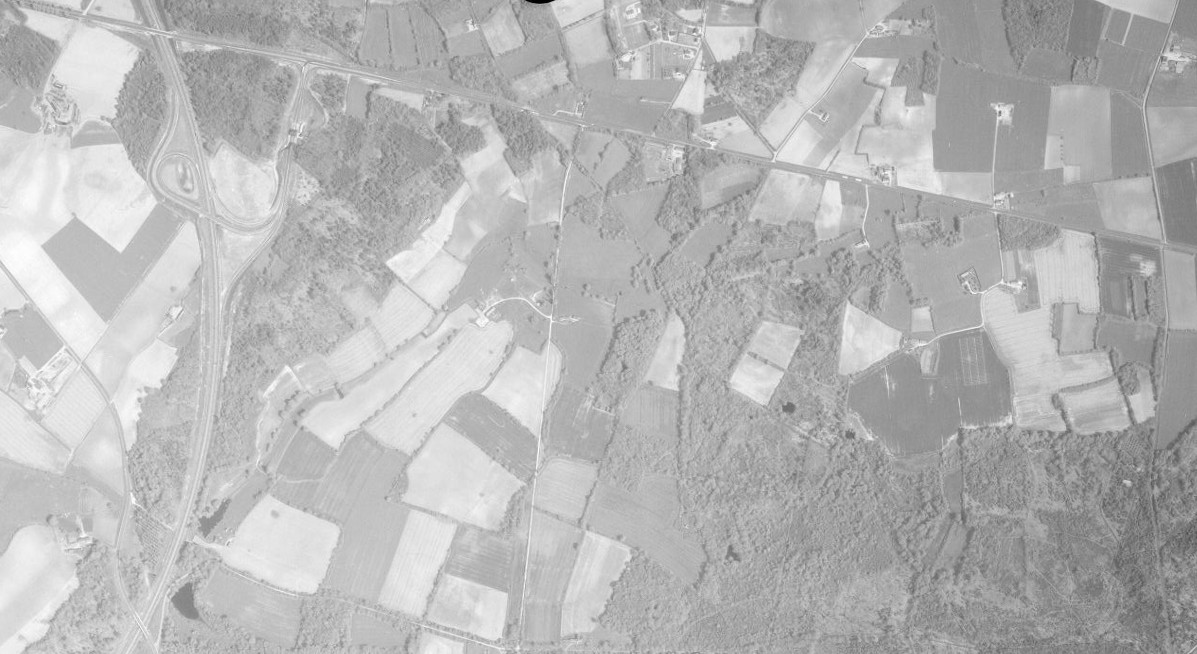
Terrain du futur aéroport d'Angers-Marcé en 1988.
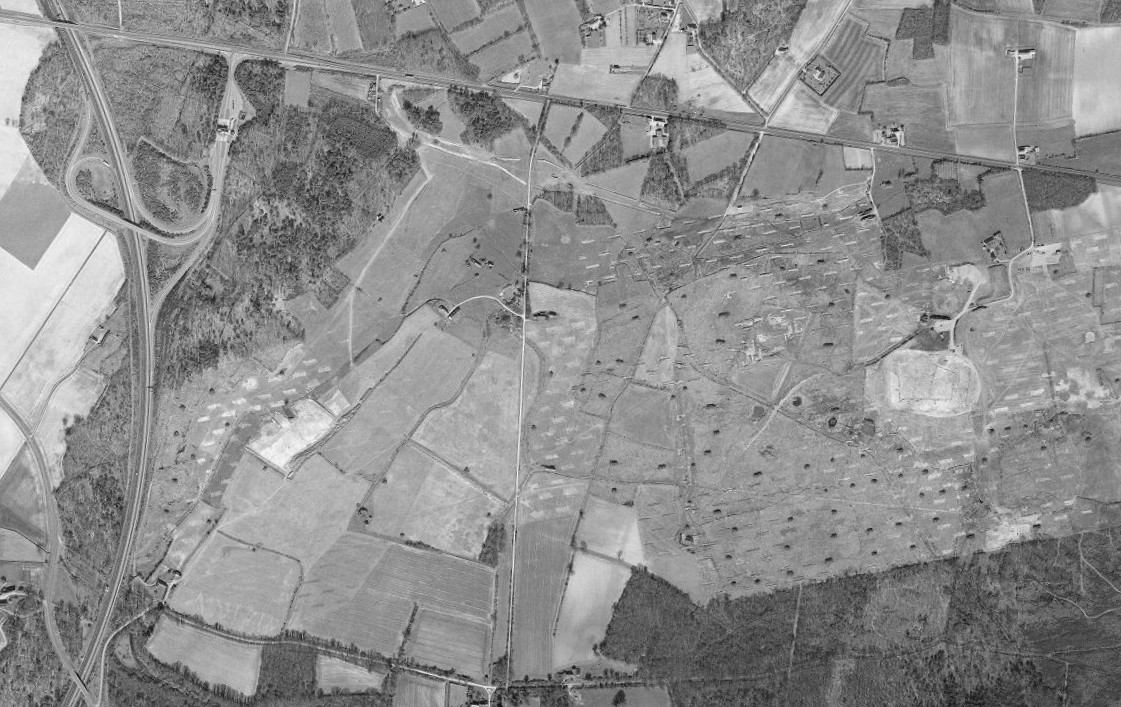
Aéroport d'Angers-Marcé en construction en 1997.
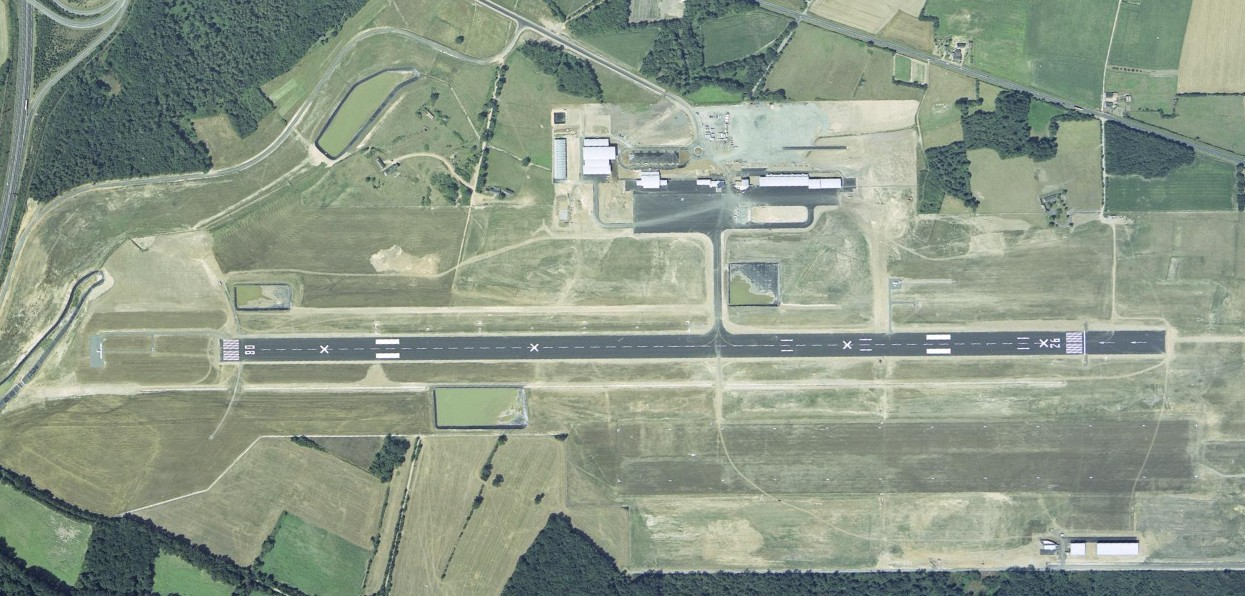
Aéroport d'Angers-Marcé en 1998.
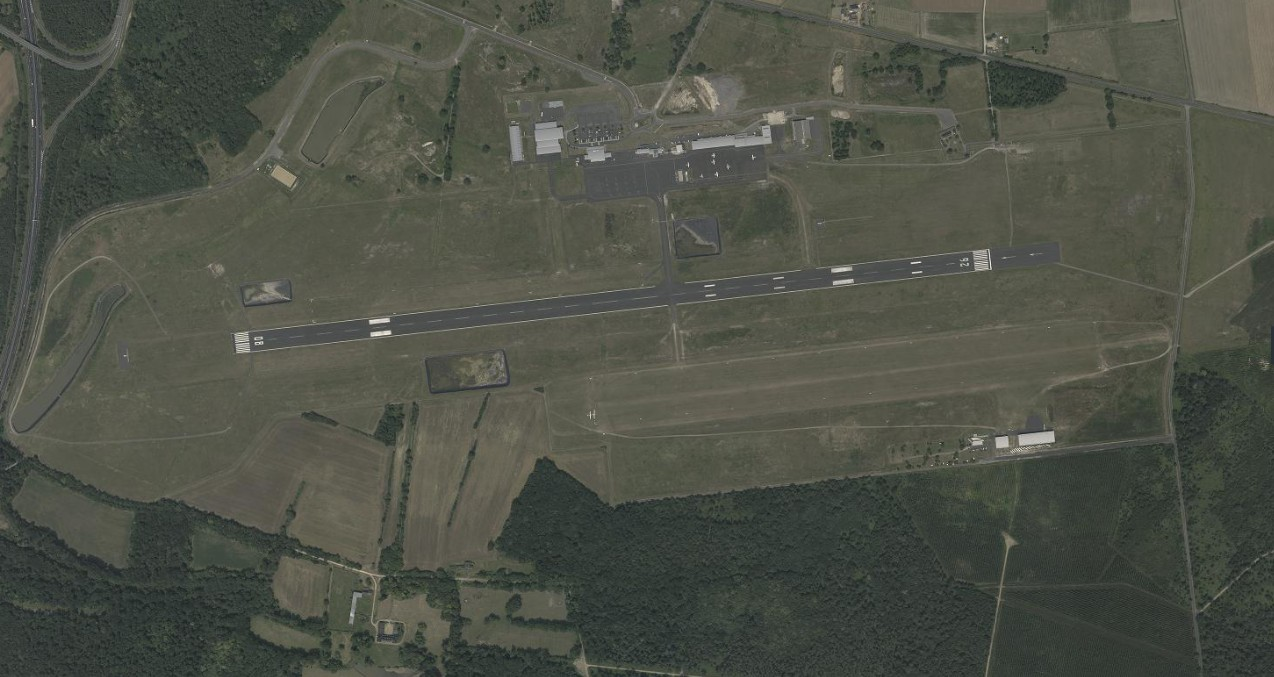
Aéroport d'Angers-Marcé en 2013.

## Fréquentation
| Année | Passagers | Variation annuelle | Évènements marquants                                                                              |
| ----- | --------- | ------------------ | ------------------------------------------------------------------------------------------------- |
| 1998  | 4 868     |                    | Ouverture de l'aéroport.                                                                          |
| 1999  | 17 780    | + 265,2 %          |                                                                                                   |
| 2000  | 17 498    | - 1,6 %            |                                                                                                   |
| 2001  | 12 557    | - 28,2 %           |                                                                                                   |
| 2002  | 11 879    | - 5,4 %            |                                                                                                   |
| 2003  | 8 599     | - 27,6 %           |                                                                                                   |
| 2004  | 2 151     | - 75 %             | Transformation de la liaison Angers-Lyon en Angers-Tours-Lyon.                                    |
| 2005  | 2 858     | + 32,9 %           | Abandon de la liaison Angers-Lyon.                                                                |
| 2006  | 9 300     | + 225,4 %          | Ouverture d'une liaison vers Southampton.                                                         |
| 2007  | 7 317     | - 21,3 %           | Fermeture temporaire de la liaison vers Southampton.                                              |
| 2008  | 4 813     | - 34,2 %           |                                                                                                   |
| 2009  | 986       | - 79,5 %           | Abandon de la liaison vers Southampton.                                                           |
| 2010  | 4 202     | + 326,2 %          | Ouverture d'une liaison vers Tunis.                                                               |
| 2011  | 5 292     | + 25,9 %           | Arrivée et départ de la compagnie Air Vallée. Ouverture de deux lignes vers London-City et Berne. |
| 2012  | 8 865     | + 67,7 %           |                                                                                                   |
| 2013  | 7 878     | - 11,1 %           |                                                                                                   |
| 2014  | 7 064     | - 10,3 %           |                                                                                                   |
| 2015  | 8 450     | + 19,1 %           |                                                                                                   |
| 2016  | 10 816    | + 28 %             | Fin du contrôle aérien avec présence de contrôleurs aériens.                                      |
| 2017  | 4 077     | -62,3 %            |                                                                                                   |
| 2018  | 3 734     | -8,4 %             |                                                                                                   |
| 2019  | 4 811     | ▲ +28,84 %         |                                                                                                   |
| 2020  | 2 001     | ▼ −58,41 %         | Crise de la Covid-19                                                                              |
| 2021  | 3 423     | ▲ +71,06 %         |                                                                                                   |
| 2022  | 3 646     | ▲ +6,51 %          |                                                                                                   |
| 2023  | 3 149     | ▼ −13,63 %         |                                                                                                   |
| 2024  | 1 943     | ▼ −38,3 %          |                                                                                                   |

En 2016, l'aéroport a accueilli 10 816 passagers soit plus de 20 % de sa capacité (50 000 passagers).

## Installations

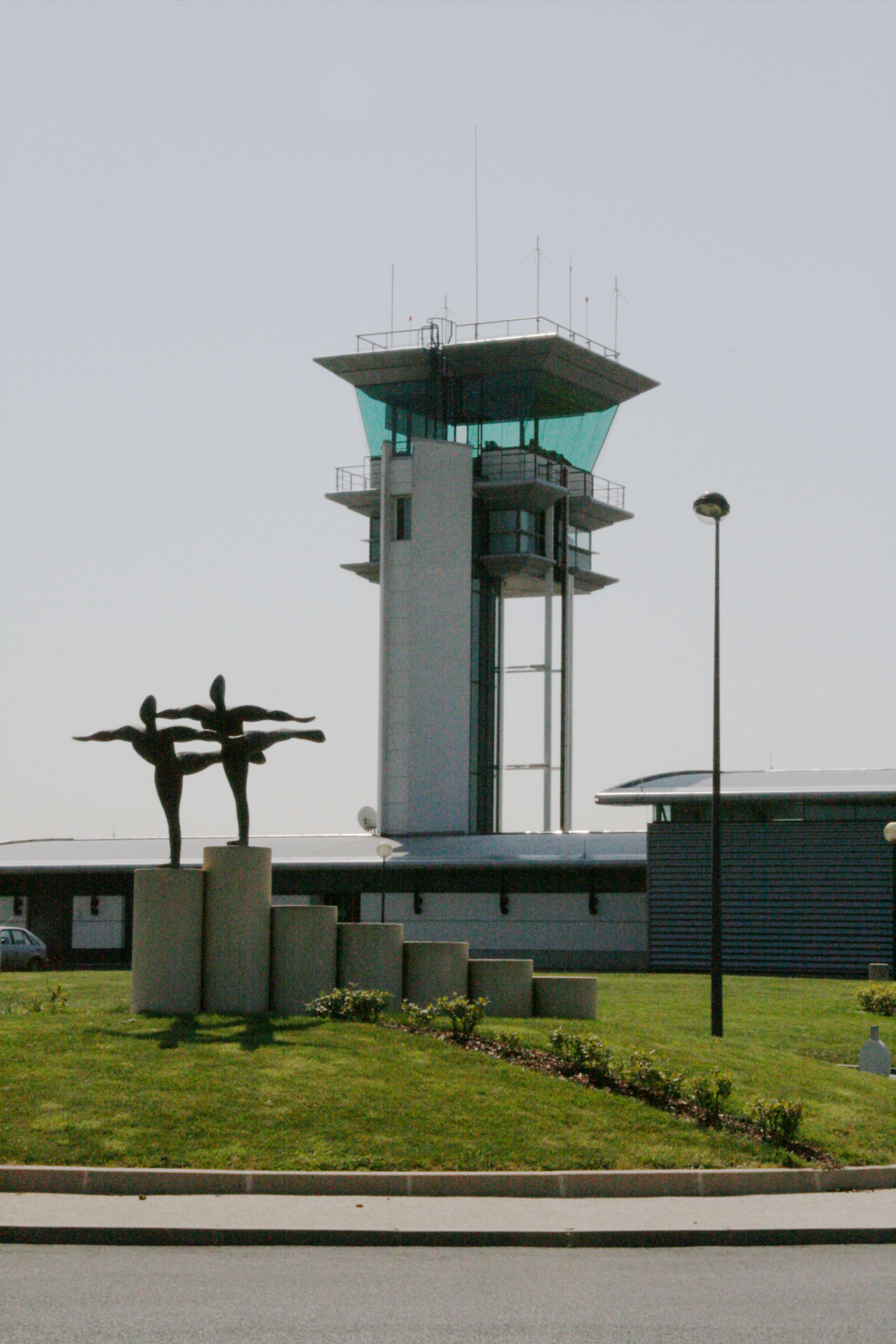
La tour de contrôle de l'aéroport.

L'aéroport dispose de deux pistes orientées 08/26 dont l'une est en dur et peut accueillir des moyens-porteurs tels que des Boeing 737.
L'aérogare peut théoriquement recevoir 50 000 passagers par an et dispose de quelques services commerciaux (bar, location de voitures, boutique). L'aéroport est ouvert au trafic international et peut s'occuper de la douane.
L'avitaillement en JET A-1 ou AVGAS peut s'effectuer en libre service H24 et 7 jours sur 7 à l'aide d'une carte bancaire. Avitaillement au camion en JET A-1 également possible.
L'aéroport est doté d'un ILS (instrument landing system) et d'une procédure GNSS (Global navigation satellite system) en piste 26.
Une statue monumentale, du sculpteur angevin Jacques Tempereau, représentant deux grands bronzes à la silhouette élancée, symbolisant « l'envol », se dresse devant l'entrée du bâtiment principal.

### Espace Air Passion

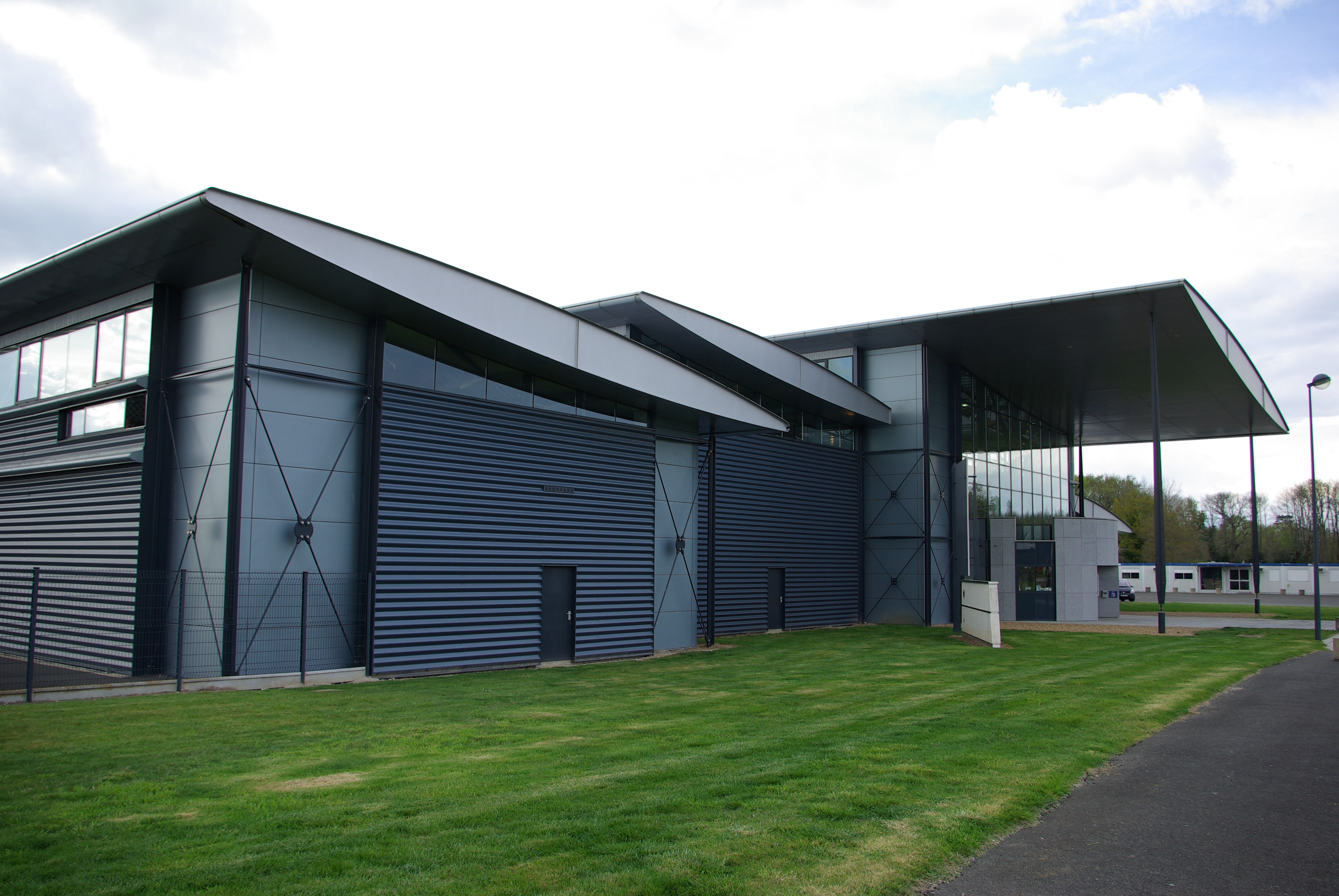
Musée régional de l'air d'Angers-Marcé.

L'aéroport héberge un musée aéronautique, qui regroupe de très nombreux avions légers anciens et rénovés. C'est le deuxième musée français de ce genre (après celui du Bourget : le musée de l'air et de l'espace).

## Vols commerciaux
Depuis l'été 2020, Air France a stoppé la seule liaison saisonnière commerciale (Angers-Bastia).
Aucune nouvelle liaison aérienne n'est encore prévue à ce jour.
Angers Loire Aéroport est également utilisé pour les besoins sanitaires du CHU d'Angers et par les compagnies d'affrètement Atlantique Air Lines et Aéro Jets Darta.

## Accès
Desserte routière
L'aéroport est desservi par l'autoroute A11 (sortie no 12, Seiches / le Loir) et par la D766 (Route de Tours).
Il se situe à moins de deux heures de plus de 10 préfectures ou sous-préfectures de l'ouest et du centre de la France :
| Ville            | Temps de parcours (en voiture) | Kilomètres | Accès                                 |
| ---------------- | ------------------------------ | ---------- | ------------------------------------- |
| Angers           | 25                             | 25         | A11                                   |
| Saumur           | 40                             | 50         | A85 - A11                             |
| Ancenis          | 55                             | 80         | A11                                   |
| Le Mans          | 45                             | 75         | A11                                   |
| Tours            | 75                             | 110        | A85                                   |
| Nantes           | 75                             | 115        | A11                                   |
| Cholet           | 65                             | 90         | A87 - Rocade Est d'Angers - A11       |
| Laval            | 75                             | 75         | A11                                   |
| la Roche-sur-Yon | 90                             | 150        | A87 - Rocade Est d'Angers - A11       |
| Saint-Nazaire    | 99                             | 145        | A11 - Porte d'Orvault - RN165 - RN171 |
| Blois            | 110                            | 130        | A10, A85                              |
| Poitiers         | 120                            | 150        | A85, D347                             |

Transports en commun
L'aéroport n'est desservie que par la ligne no 402B d'Aléop, le réseau de transport interurbain de la région (direction Angers, Seiches-sur-le-loir, comptant 3 liaisons A/R par semaine et 1 le samedi. Aucune desserte le dimanche et les jours fériés.
Stationnement
Un parking de 200 places, gratuit et fermé la nuit, est à la disposition des usagers.

## Activités non commerciales
Des clubs de voltige aérienne, de vol moteur et de vol à voile sont présents sur l'aérodrome. Ils représentent la majorité du trafic.
L'aéroport accueille également des manifestations, essentiellement durant l'été :
- Championnat régional de vol à voile (juillet),
- Coupe d'Anjou de voltige aérienne (juillet ; non ouverte au public pour raisons de sécurité),
- Meeting Anjou Ailes Rétro (août ; exposition de vieux avions et spectacles aériens).

Il a accueilli en août 2009 les championnats de France de vol à voile.

## Projets
Une zone d'activités économiques devait voir le jour en 2009, sur l'emprise de l'aéroport. Ce futur Parc d'Angers-Marcé concernerait une quarantaine des 80 hectares situés entre la route de Tours, l'autoroute A11 et l'aéroport. Des entreprises de services, de petite logistique y seraient privilégiées, certaines étant d'ores et déjà attirées par la proximité immédiate et conjuguée d'un nœud autoroutier et de l'aéroport.
L'aéroport pourrait aussi assurer une desserte complémentaire de Nantes.

## L'ancien Aéroport d'Angers-Avrillé
L'aéroport de Marcé remplace celui d'Avrillé (1908-1998).
La Compagnie nantaise de navigation aérienne (CNNA) desservait Avrillé de l'aérodrome de La Baule avec son service appelé « Sardines Volantes » en Latécoère 25 (anciens appareils de l'Aéropostale/Air France) depuis le 12 septembre 1935,. Ce service consistait à livrer des sardines fraiches du port de la Turballe aux grossistes, halles ou restaurateurs de la région.
Au début des années 1970, la compagnie Air Champagne Ardenne reliait Angers à Lyon-Bron et Angers à Paris-Le Bourget à raison d'un vol quotidien.
En janvier 1977, la ligne Lyon - Angers - Le Mans est reprise par Air Anjou Transports en Beech 99 de la compagnie TAT, à la suite de l'abandon de la compagnie "Air Alpes".
À partir du 6 mars 1978, Air Anjou Transports, toujours en Beech 99, exploite la ligne Niort - Angers - Paris. La CCI d'Angers vise 1 800 passagers la première année.

Vues aériennes de l'aéroport d'Angers - Avrillé de 1949 à 2013
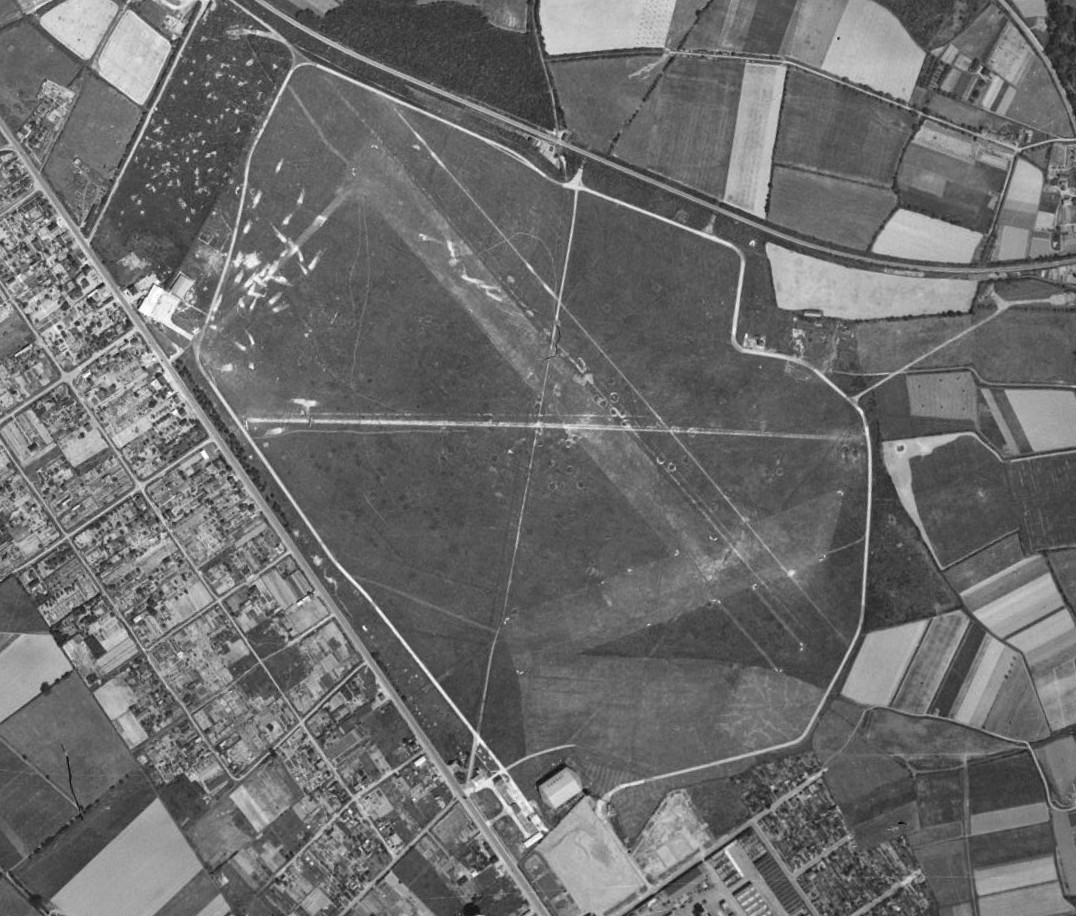
Aéroport d'Angers-Avrillé en 1949.
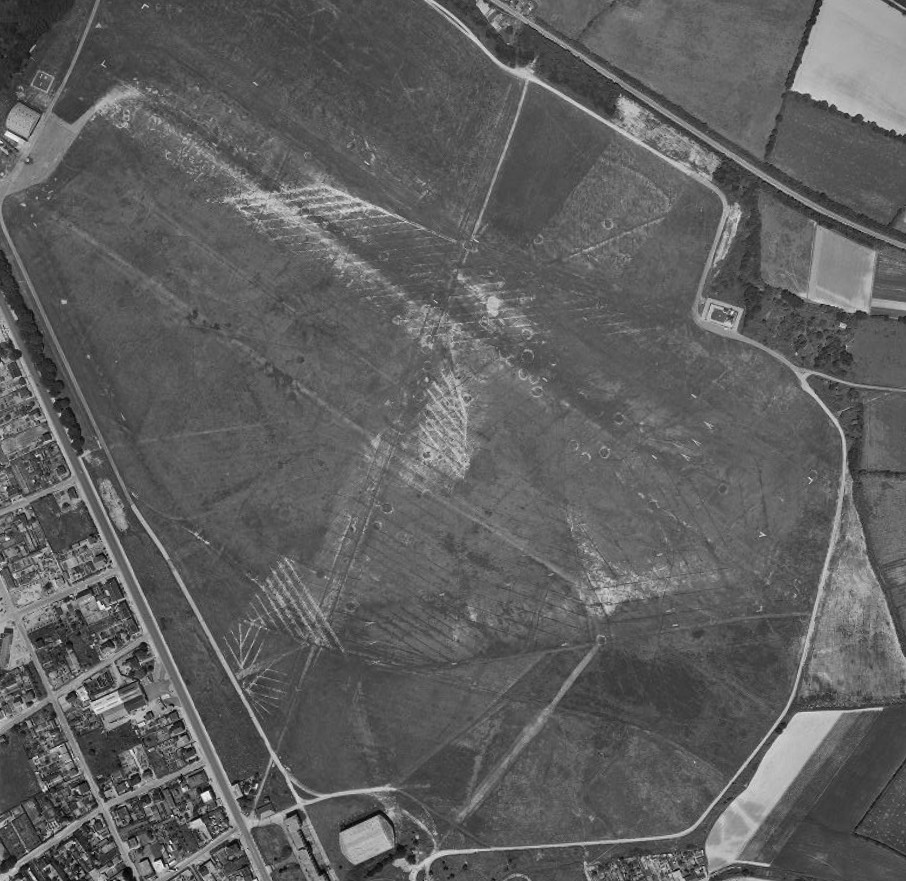
Aéroport d'Angers-Avrillé en 1964.
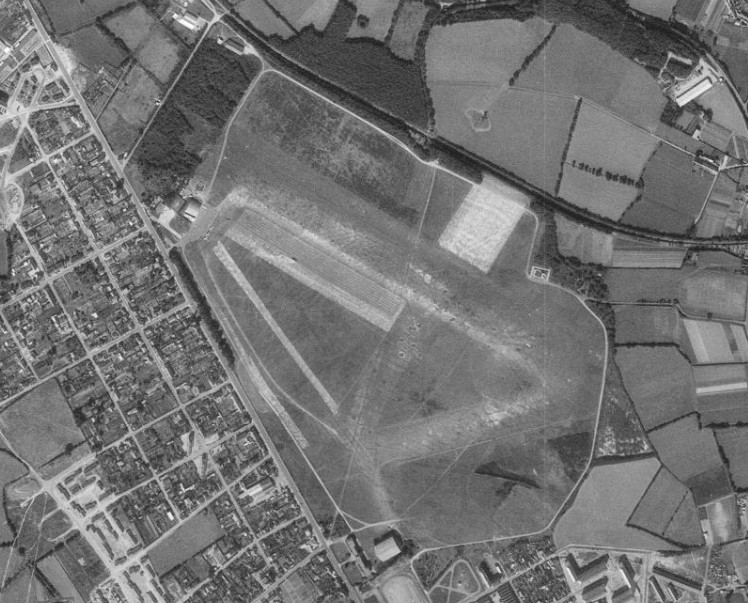
Aéroport d'Angers-Avrillé en 1966.
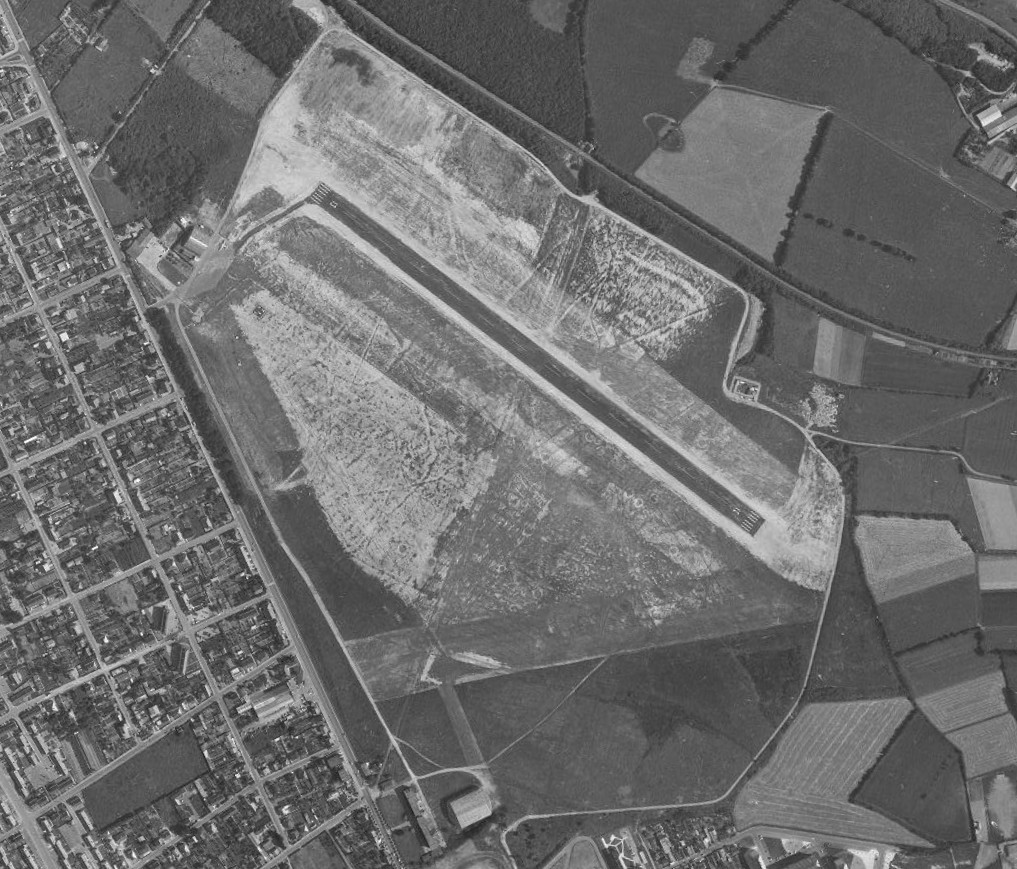
Aéroport d'Angers-Avrillé en 1969.
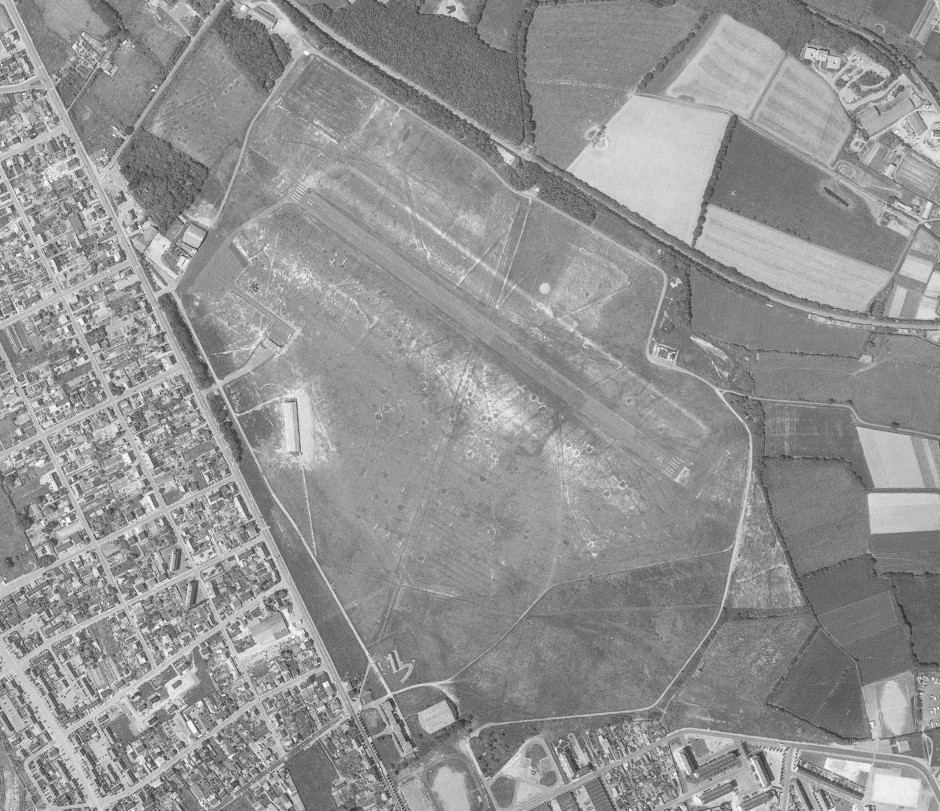
Aéroport d'Angers-Avrillé en 1973.
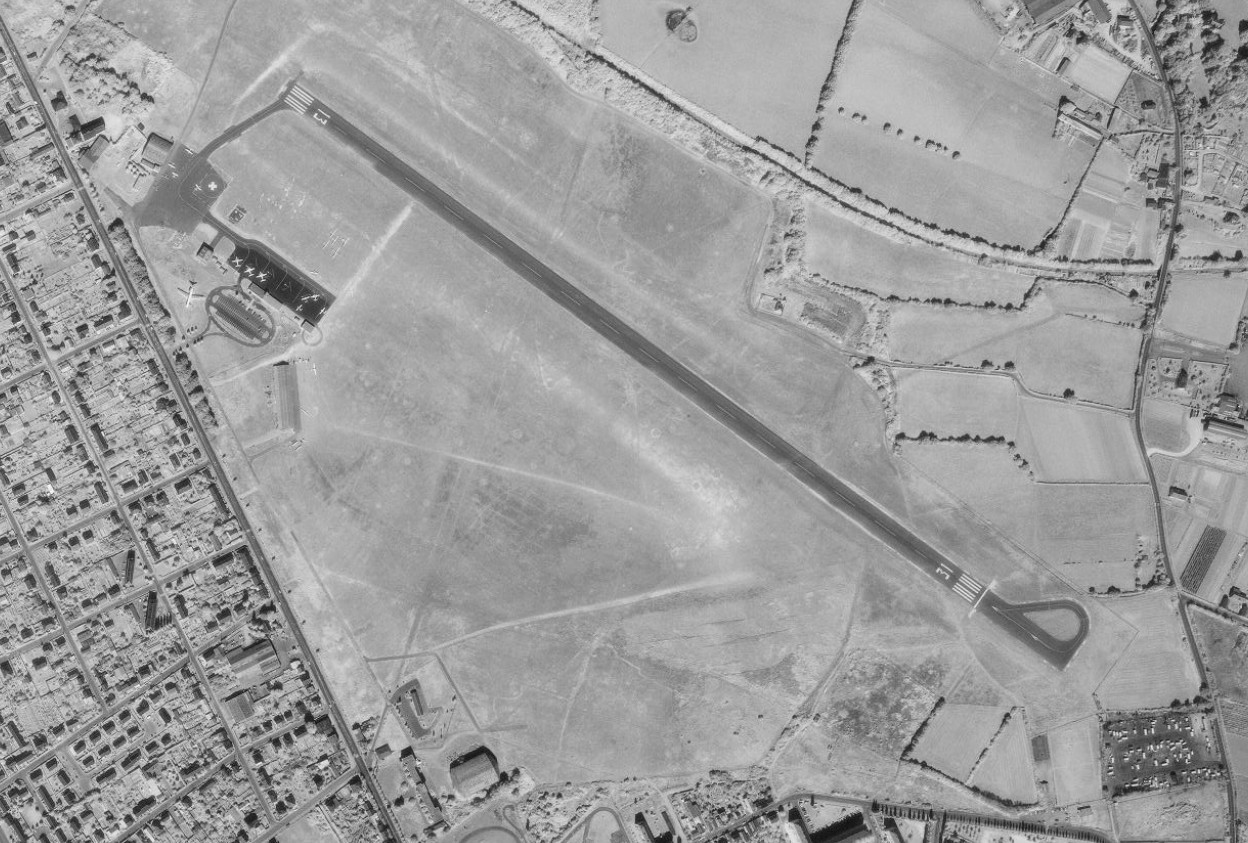
Aéroport d'Angers-Avrillé en 1979.
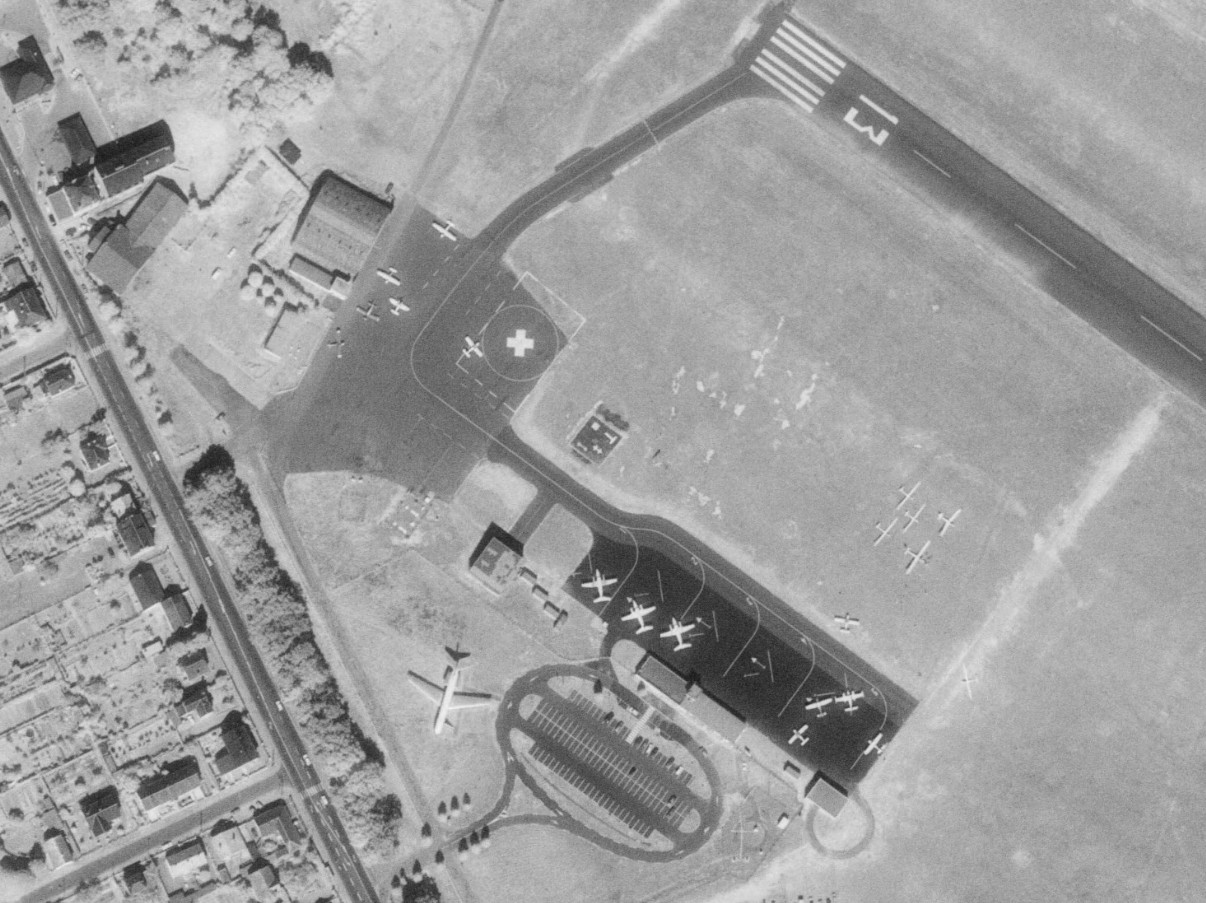
Aéroport d'Angers-Avrillé en 1979.
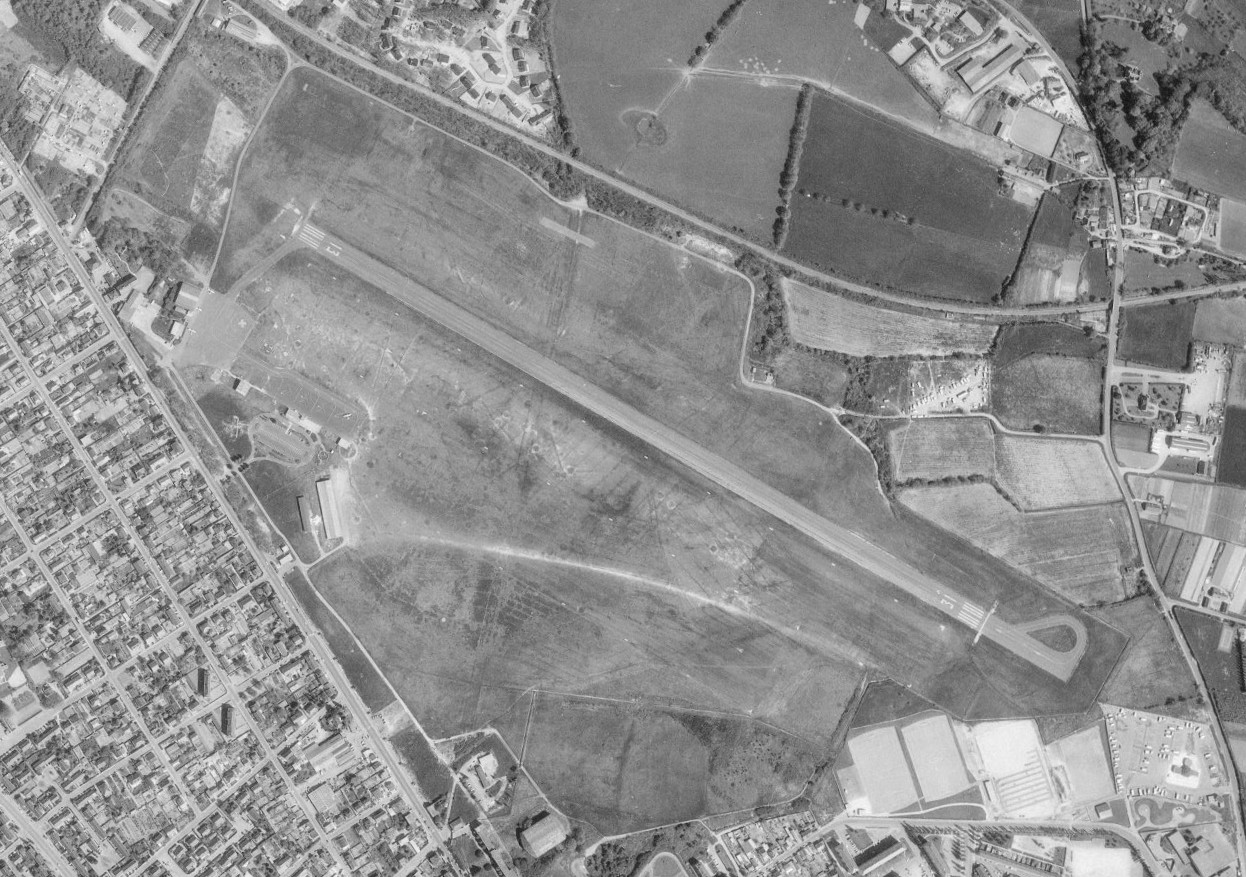
Aéroport d'Angers-Avrillé en 1985.
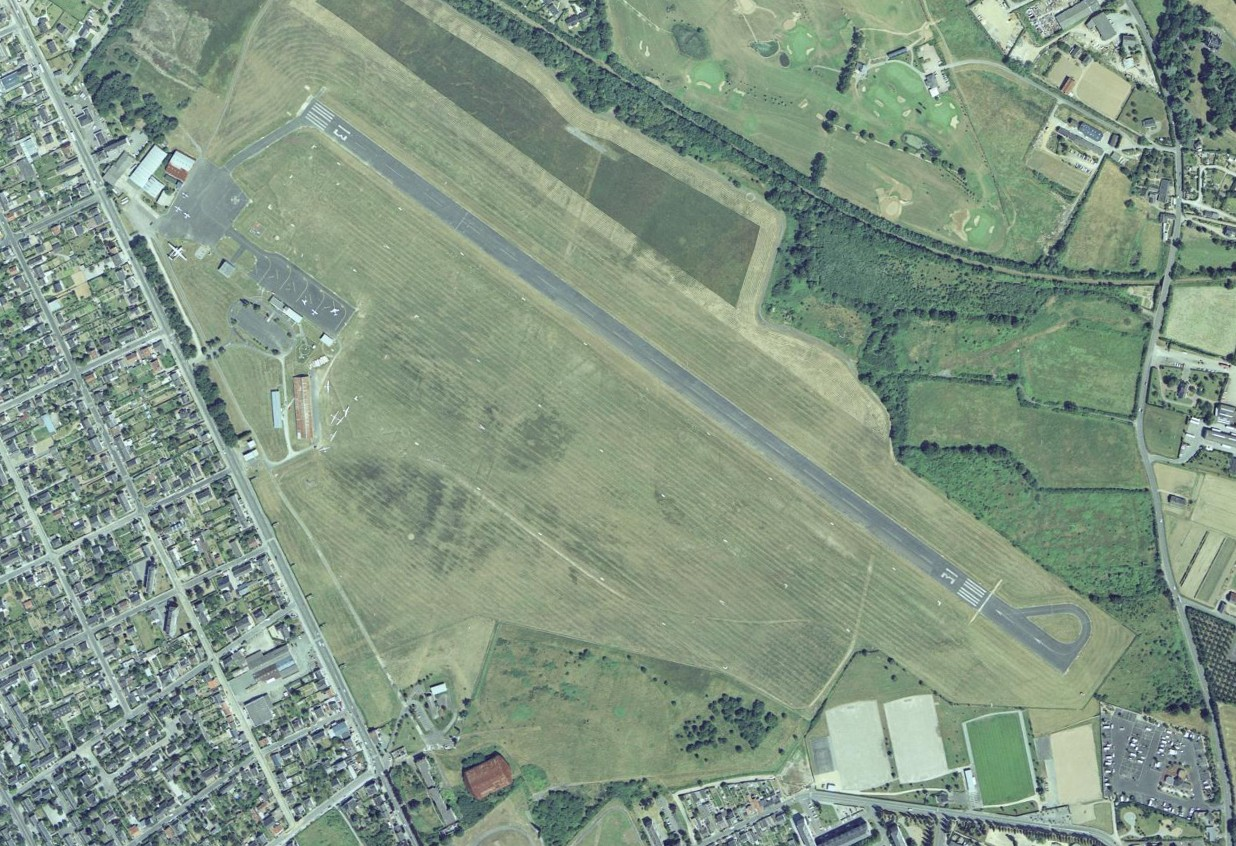
Aéroport d'Angers-Avrillé en 1995.
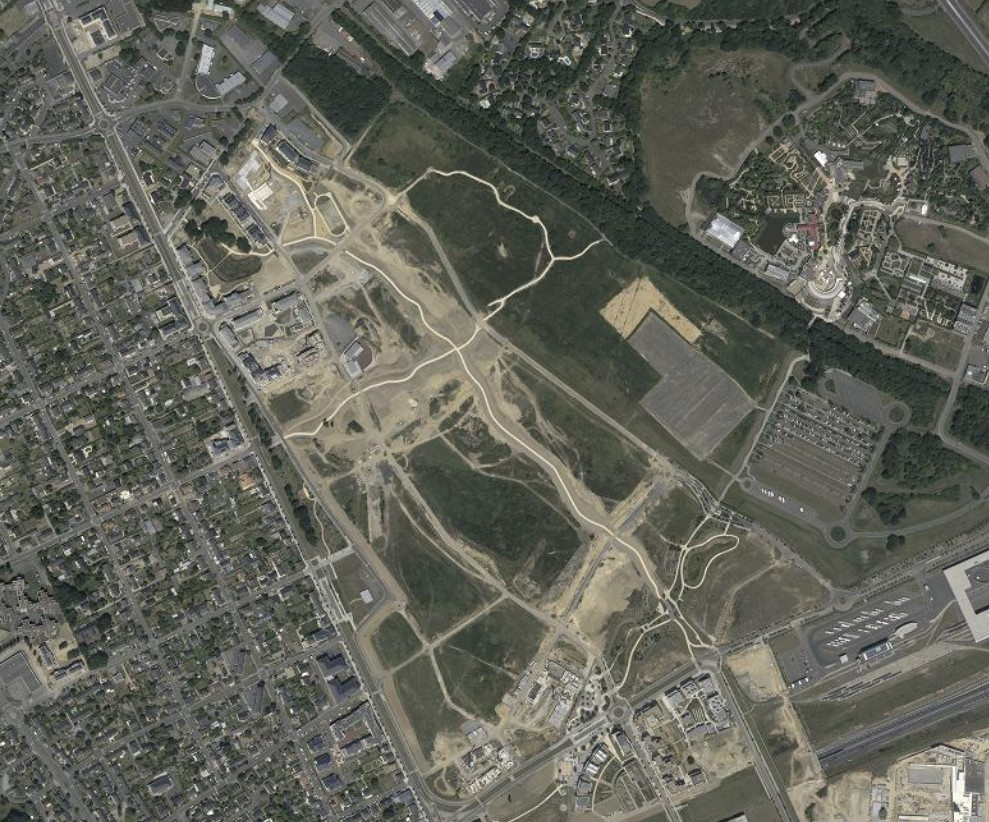
Aéroport d'Angers-Avrillé en 2013.